# Ada Pellegrini Grinover
Ada Pellegrini Grinover (n. Nápoles, 1933-13 de julio de 2017) es una jurista ítalo-brasileña, formada en la Facultad de Derecho de la Universidad de São Paulo, en 1958. Fue Procuradora del Estado de São Paulo.
Con su familia, emigró a los dieciocho años, desde Italia.
En 1970, obtuvo su doctorado en Derecho por la Facultad de Derecho de la Universidad de São Paulo, institución en la cual desarrolla actividades académicas, siendo libre-docente en Derecho Procesal Civil en 1973. En 1980, ascendió a profesora titular, retirándose en 2003.

## Honores
- Doctora honoris causa por la Universidad de Milán

- Miembro de la Academia Paulista de Letras

- Académica honoraria iberoamericana, por la Real Academia de Jurisprudencia y Legislación, en el pleno del 27 de abril de 1998[4]

- Vicepresidenta del XIV Congreso mundial de la Asociación Internacional de Derecho Procesal[5]

- 2005: fue lanzado el libro: Estudos em Homenagem à Professora Ada Pellegrini Grinover por la editora DPJ, organizado por los profesores Flávio Luiz Yarshell y Maurício Zanoide de Moraes.

## Obras
- A Ação Civil Pública
- A garota de São Paulo. Editor Arx, 498 pp. ISBN 8575811487 2004
- A Marcha do Processo
- A menina e a guerra. Editor Forense Universitária, 286 pp. ISBN 8521802250 1998
- A Nova Execuçao de Títulos Judiciais: Comentarios a Lei N. 11,232/05. Editor Saraiva, 167 pp. ISBN 8502058193 2006
- As garantías constitucionais do direito de ação. Editôra Revista dos Tribunais, 195 pp. 1973
- As Garantías do cidadão na justiça. Colaboró Sálvio de Figueiredo Teixeira. Editora Saraiva, 391 pp. ISBN 8502011472 1993
- As Nulidades no Processo Penal
- A Tutela dos interesses difusos. Número 1 de Série Estudos jurídicos. Editora Max Limonad, 258 pp. 1984
- Correção monetária no direito brasileiro. Con Gilberto de Ulhôa Canto, Ives Gandra da Silva Martins. Editora Saraiva, 336 pp. 1983
- Criminalidade moderna e reformas penais: estudos em homenagem ao prof. Luiz Luisi. Editor	Livraria do Advogado, 198 pp. ISBN 8573481897 2001
- Direito Civil e Processo
- Direito Processual Coletivo
- Eficácia e Autoridade da Sentença e Outros Escritos sobre a Coisa Julgada
- Escritos de Direito e Processo Penal em Homenagem ao Professor Paulo Cláudio Tovo
- Estudos de Direito Processual Civil
- Estudos e Pareceres de Direito Processual Civil
- Execução Civil
- Fascículos de Ciências Penais
- Festschrift. Colaboró José Frederico Marques. Editor Saraiva, 347 pp. 1982
- Juizados Especiais Criminais
- Liberdades públicas: parte geral. Con Manoel Gonçalves Ferreira Filho, Anna Cândida da Cunha Ferraz. Edição Saraiva, 537 pp. 1978
- Mediação e Gerenciamento do Processo''
- O processo constitucional em marcha: contraditório e ampla defesa em cem julgados do Tribunal de Alçada Criminal de São Paulo. Volumen 2 de Série Estudos jurídicos. Editora Max Limonad, 273 pp. 1985
- O Processo e Constituição
- O processo em sua unidade. Volumen 2. Editor Forense, 1984
- Os Poderes do Juiz e o Controle das Decisões Judiciais
- Os princípios constitucionais e o Código de processo civil. Edições "jurídica." Editor J. Bushatsky, 177 pp. 1975
- Participação e processo. Colaboraron Cândido R. Dinamarco, Kazuo Watanabe, Procuradoria Geral do Estado. Instituto Brasileiro de Direito Processual, Universidade de São Paulo. Faculdade de Direito do Largo São Francisco. Departamento de Direito Processual. Editora Revista dos Tribunais, 416 pp. ISBN 852030690X 1988
- Portugal - Brasil Ano 2000
- Problemas e reformas: subsídios para o debate constituinte. Editor Departamento Editorial da Ordem dos Advogados do Brasil, Secção de São Paulo, 349 pp. 1988
- Processo Civil e Interesse Público
- Processos Coletivos nos Países de Civil Law e Common Law. Editora RT, 366 pp. ISBN 8520332722 2008
- Recursos no Processo Penal
- Reforma do judiciário. Con Sérgio Rabello Tamm Renault, Pierpaolo Bottini. Editora Saraiva, 375 pp. ISBN 8502052152 2005
- Responsabilidade Penal da Pessoa Jurídica e Medidas Provisórias e Direito Penal. Volumen 2 de Biblioteca de Direito Do Consumidor. Con Luiz Flávio Gomes. Editora Revista dos Tribunais, 278 pp. ISBN 852031807X 1999
- Teoria Geral do Processo. 23.ª edición de Malheiros, 384 pp. ISBN 8574207942 2007